# Marta Kierska-Witczak
Marta Kierska-Witczak (ur. 22 czerwca 1966) – polska dyrygent, chórmistrzyni, profesor doktor habilitowany sztuk muzycznych, profesor Akademii Muzycznej im. Karola Lipińskiego we Wrocławiu, wiceprezes Śląskiego Towarzystwa Muzyki Kościelnej.

## Życiorys
Marta Kierska-Witczak ukończyła w roku 1985 klasę biologiczno-chemiczną Liceum Ogólnokształcącego nr XII im. Bolesława Chrobrego we Wrocławiu, następnie podjęła studia na kierunku psychologia na Wydziale Nauk Historycznych i Pedagogicznych Uniwersytetu Wrocławskiego oraz równolegle na Wydziale Wychowania Muzycznego (obecnie Edukacji Muzycznej) Akademii Muzycznej im. Karola Lipińskiego we Wrocławiu. W czasie studiów w Akademii Muzycznej otrzymała dwukrotnie stypendium Ministra Kultury i Sztuki. Ukończyła je z wyróżnieniem w roku 1990 i podjęła pracę na macierzystej uczelni, a także w Państwowej Szkole Muzycznej II st. im. Ryszarda Bukowskiego we Wrocławiu, prowadząc zajęcia teoretyczne a także pełniąc funkcję kierownika orkiestry, chóru i zespołu wokalnego (do roku 1998).
Po ukończeniu studiów podejmowała studia podyplomowe − posiada dyplom Studium Emisji Głosu na Akademii Muzycznej w Bydgoszczy oraz była słuchaczem Bałtyckiej Akademii Muzycznej w Petersburgu. Sama zaś była zapraszana do prowadzenia kursów i lekcji mistrzowskich − m.in. w Akademii Muzycznej w Katowicach, Akademii im. Jana Długosza w Częstochowie, Musikhochschule Lübeck (Niemcy), Academy of Music, Art and Dance, Plovdiv (Bułgaria), Białoruskiej Państwowej Akademii Muzycznej w Mińsku (Białoruś), Conservatorio di Musica „E.F. Dall'Abaco” w Weronie (Włochy), Keski-Pohjanmaan Ammattikorkeakoulu w Kokkoli (Finlandia).
W latach 2004–2007 była członkiem senatu macierzystej uczelni, gdzie pełni obecnie funkcję kierownika Zakładu Muzyki Kościelnej na Wydziale Edukacji Muzycznej. Jako pedagog zakładu prowadzi klasę dyrygentury chóralnej, wykłada literaturę chóralną i metodykę prowadzenia zespołów, w przeszłości prowadziła zajęcia z chorału gregoriańskiego i studencką scholę chorałową. Jest też kierownikiem ogólnopolskich (a w ostatnich edycjach - międzynarodowych) warsztatów i sympozjów dla organistów odbywających się rokrocznie we Wrocławiu.
Jako dyrygent jest zatrudniona także w Politechnice Wrocławskiej, gdzie od roku 1993 prowadzi Chór Kameralny "Consonanza", z którym zdobyła szereg nagród.
W 2011 roku była członkiem założycielem oraz członkiem komitetu założycielskiego Śląskiego Towarzystwa Muzyki Kościelnej, którego została wybrana wiceprezesem pierwszej kadencji.
Jest córką Anny Kierskiej − pianistki.

## Publikacje
- Wybrane zagadnienia akompaniamentu liturgicznego. Red. nauk. Marty Kierskiej-Witczak; Akademia Muzyczna im. Karola Lipińskiego we Wrocławiu, Zakład Muzyki Kościelnej, 2012, 223 s. ISBN 978-83-86534-69-2[8]